# Other Voices
《Other Voices》는 1971년 10월 18일, 엘렉트라 레코드에서 발매한 미국의 록 밴드 도어스의 일곱 번째 정규 음반이다. 1971년 7월 리드 싱어 짐 모리슨이 키보디스트 레이 만자렉과 기타리스트 로비 크리거가 리드 보컬을 공유한 후 밴드가 발매한 첫 번째 사후 음반이다. 이 음반의 트랙은 모리슨이 죽기 전에 시작되었고, 밴드는 모리슨이 프랑스 파리에서 돌아와 곡을 완성하기를 희망했다.

## 이후 발매
| 전문가 평가              | 전문가 평가                                           |
| 평가 점수                | 평가 점수                                             |
| 출처                     | 점수                                                  |
| ------------------------ | ----------------------------------------------------- |
| AllMusic                 | [ 1 ]                                                 |
| Christgau's Record Guide | C+                                                    |
| Classic Rock             | 4/10                                                  |
| PopMatters               | [ 4 ]                                                 |
| Record Collector         | · (combined score for Other Voices · and Full Circle) |
| Sputnikmusic             | 2.5/5                                                 |

이 음반은 2006년 10월 23일까지 타임리스 홀랜드 레이블에 의해 최종 음반인 《Full Circle》과 함께 CD로 발매되지 않았다. 수년간 도어스는 모리슨 없이 녹음된 지난 두 장의 스튜디오 음반을 대부분 무시했으며 CD로 재발매할 계획이 없었다. 당시 도어스는 마스터 테이프를 소유하고 있지 않다고 밝혔지만, 1997년 《The Doors: Box Set》와 2000년 컴필레이션 《The Best of the Doors》를 비롯한 다양한 컴필레이션에 모두 리마스터링된 자료가 실렸다.
2011년 9월 27일, 도어스는 《Other Voices》(《Full Circle》과 함께)에게 디지털 다운로드를 통해서만 제공되었지만, 마침내 첫 번째 공식 재발행을 주었다. 원본 마스터 테이프는 이러한 재발행에 사용된 것으로 확인되었다.
2015년 5월 29일 《Other Voices》와 《Full Circle》이 함께 2CD 세트로, 그해 9월 4일 라이노 레코드가 180그램짜리 바이닐로 각각 재발매한다고 밝혔다. CD 세트에는 〈Get Up and Dance〉 싱글의 B-사이드인 〈Treetrunk〉가 유일한 보너스 트랙으로 수록되어 있다.

## 곡 목록
| #  | 제목                             | 작사·작곡           | 리드 보컬 | 재생 시간 |
| -- | -------------------------------- | ------------------- | --------- | --------- |
| 1. | 〈In the Eye of the Sun〉        | 레이 만자렉         | 만자렉    | 4:48      |
| 2. | 〈Variety Is the Spice of Life〉 | 로비 크리거         | 크리거    | 2:50      |
| 3. | 〈Ships w/ Sails〉               | 크리거, 존 덴스모어 | 만자렉    | 7:38      |
| 4. | 〈Tightrope Ride〉               | 만자렉, 크리거      | 만자렉    | 4:15      |

| #  | 제목                      | 작사·작곡      | 리드 보컬 | 재생 시간 |
| -- | ------------------------- | -------------- | --------- | --------- |
| 5. | 〈Down on the Farm〉      | 크리거         | 크리거    | 4:15      |
| 6. | 〈I'm Horny, I'm Stoned〉 | 크리거         | 크리거    | 3:55      |
| 7. | 〈Wandering Musician〉    | 크리거         | 만자렉    | 6:25      |
| 8. | 〈Hang On to Your Life〉  | 만자렉, 크리거 | 만자렉    | 5:36      |